# NGC 5309
NGC 5309 é uma galáxia espiral na direção da constelação de Virgo. O objeto foi descoberto pelo astrônomo Edward Swift em 1887, usando um telescópio refrator com abertura de 16 polegadas. 